# Laghi di Gokyo

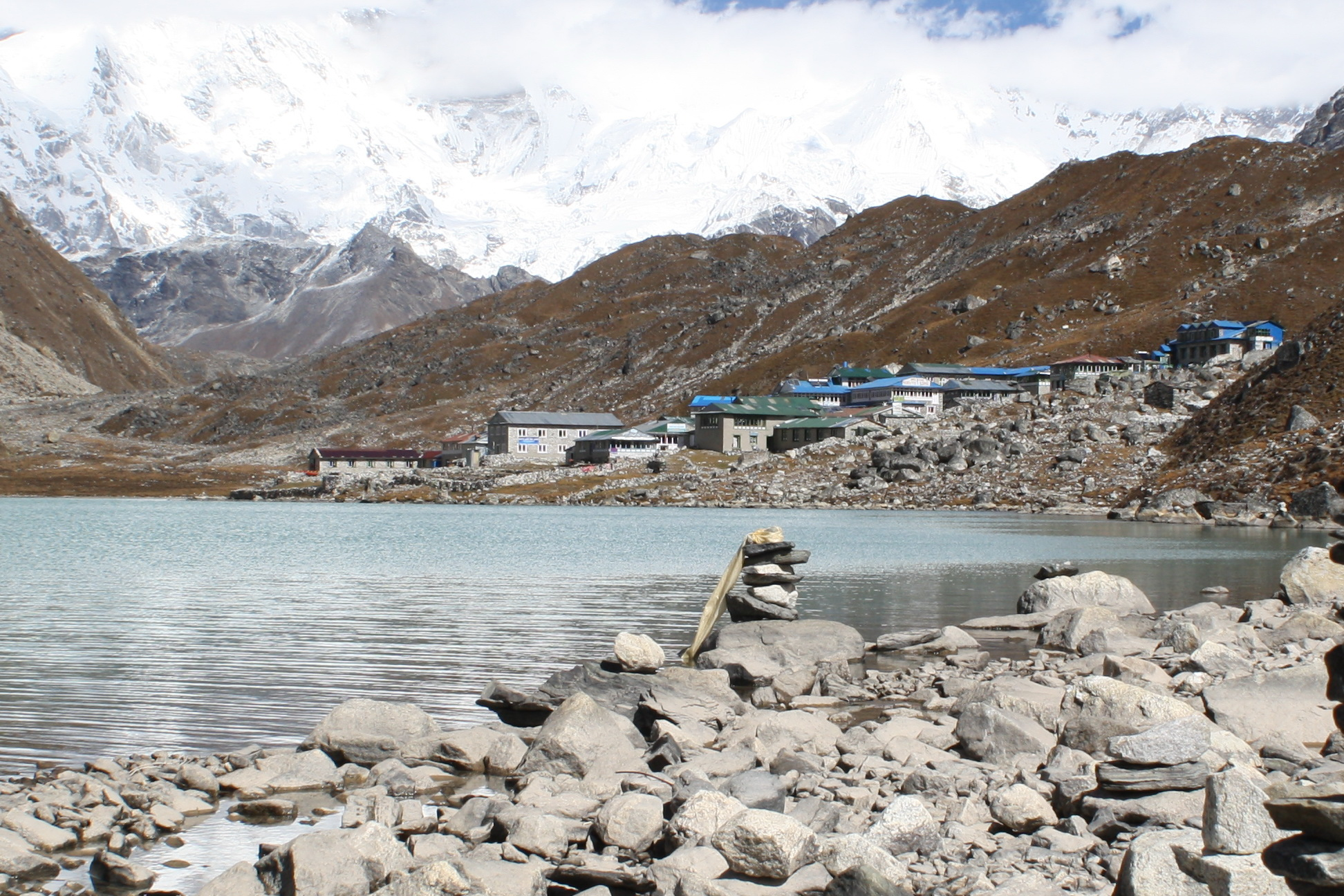
Lago di Duth Pokhari e il villaggio di Gokyo

I Laghi di Gokyo sono laghi oligotrofici che si trovano ad un'altitudine di 4.700-5.200 m sul livello del mare, nel Parco nazionale di Sagarmatha, nel Nepal. Dal 1979, Il parco è classificato dall'UNESCO come Patrimonio dell'umanità.
Questi laghi formano il più alto sistema globale di acqua dolce, composto da sei grandi laghi, di cui il lago Thonak è il maggiore. Nel settembre 2007, i laghi e le zone umide ad essi associate, con 7.770 ettari sono stati designati come zona umida di importanza internazionale

## Sistema idrografico
I Laghi di Gokyo si trovano nel distretto di Solukhumbu, nella zona di Sagarmatha, nel nord-est del Nepal. Il lago Gokyo, chiamato anche Dudh Pokhari, è il lago più importante, con una superficie di 42,9 ettari, e il villaggio di Gokyo si trova sul suo confine orientale. Il lago con la maggior estensione è Thonak con una superficie di 65,07 ettari. Il Gyazumba ha una superficie di 29 ettari, seguito del lago Tanjung con una superficie di 16,95 ettari, e dal Ngojumba con una superficie di 14,39 ettari. 
I laghi hanno una notevole importanza dal punto di vista idrologico, in quanto sono una riserva permanente di acqua dolce. L'alimentazione di acqua proviene da varie fonti, come ad esempio la percolazione dal ghiacciaio Ngozumpa, il più grande del Nepal, con circa 20 km di lunghezza, che inizia alle pendici del monte Cho Oyu e dell'acqua proveniente da altri ghiacciai più piccoli. Vengono inoltre alimentati da ruscelli di acqua di fusione proveniente dallo stesso ghiacciaio Ngozumpa e dal passo Renjo La.
Questi laghi sono più profondi di quanto precedentemente stimato dai ricercatori. Il quarto lago (Lago Thonak) è il più profondo con 62,4 m, seguito dal Lago Gokyo con 43 m. Non c'è un collegamento osservabile tra il lago Gokyo e  Thonak e Ngozumpa, ma i laghi sono probabilmente connessi attraverso le infiltrazioni sotterranee. Il sistema lacustre è intrinsecamente vulnerabile in quanto situato in un'area ecologicamente fragile e instabile. Il potenziale crollo del ghiacciaio Ngozumpa è una costante minaccia per l'esistenza dei laghi. Il sistema di laghi, composto da un totale di 19 specchi d'acqua, si estende su una superficie complessiva di 196,2 ettari. L zona umida si trova alla testa del Dudh Kosi, che scende dal Cho Oyu.

## Significato religioso
I Laghi di Gokyo sono considerati sacri dalle religioni indù e buddhista. Ogni anno durante la festa di Janai Purnima, che di solito si tiene nel mese di agosto, circa 500 indù si immergono nel lago per fare un bagno sacro. Il luogo è venerato come dimora di "Nag Devata” (dio serpente). Un tempio delle divinità indù Visnù e Shiva, si trova all'estremità occidentale del lago. La convinzione religiosa che gli uccelli e gli animali selvatici di quest'area debbano essere rispettati, ha tradizionalmente protetto la fauna della zona.

## Turismo
I laghi sono una delle mete turistiche più popolari nel Sagarmatha National Park e il villaggio di Gokyo, situato a 4.790 metri di altitudine, è il centro principale della zona e si trova a tre giorni di cammino dal villaggio di Namche Bazaar. In media circa 7.000 turisti visitano ogni anno i laghi di Gokyo.

## Galleria d'immagini

Laghi di Gokyo
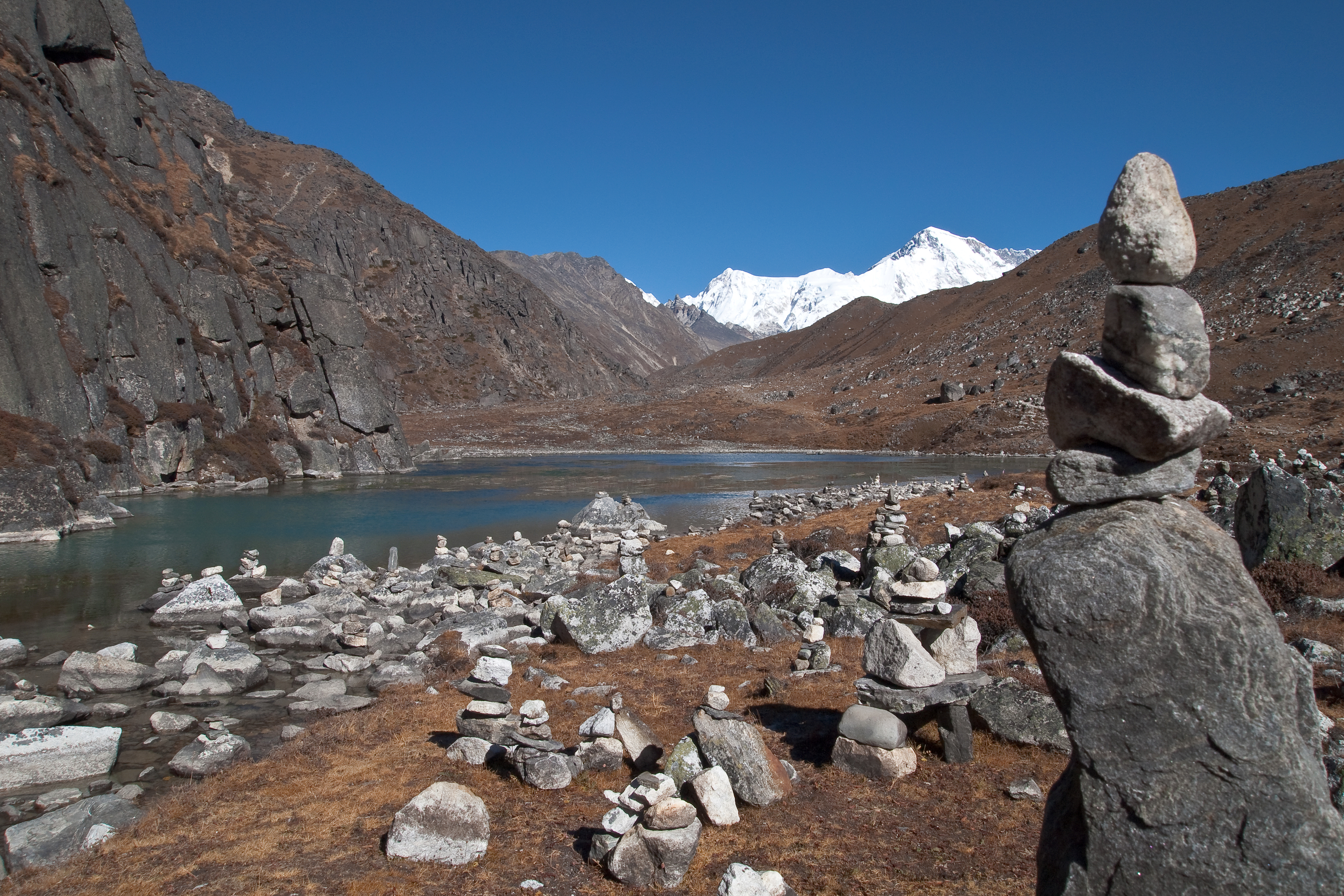
Primo lago
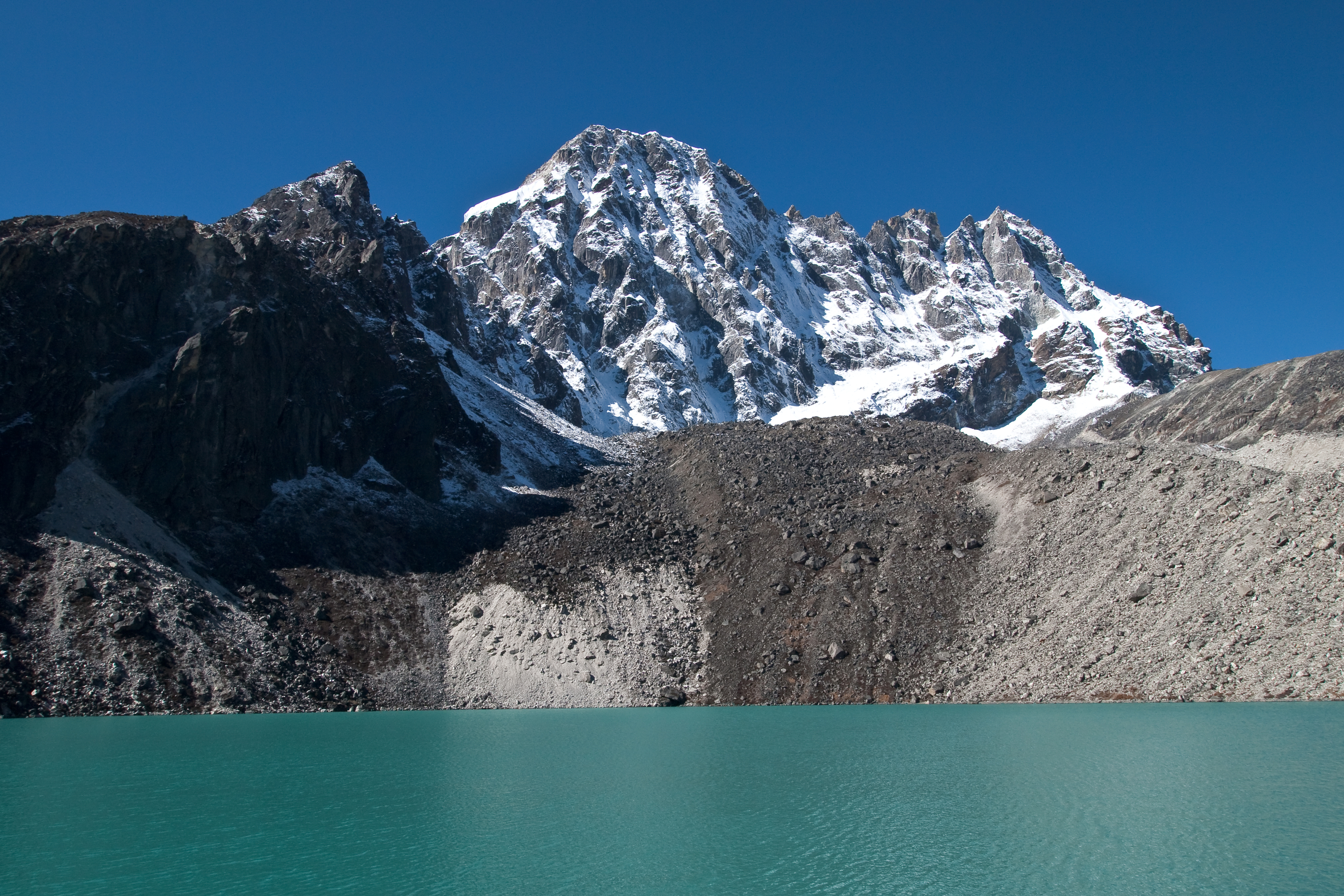
Secondo lago
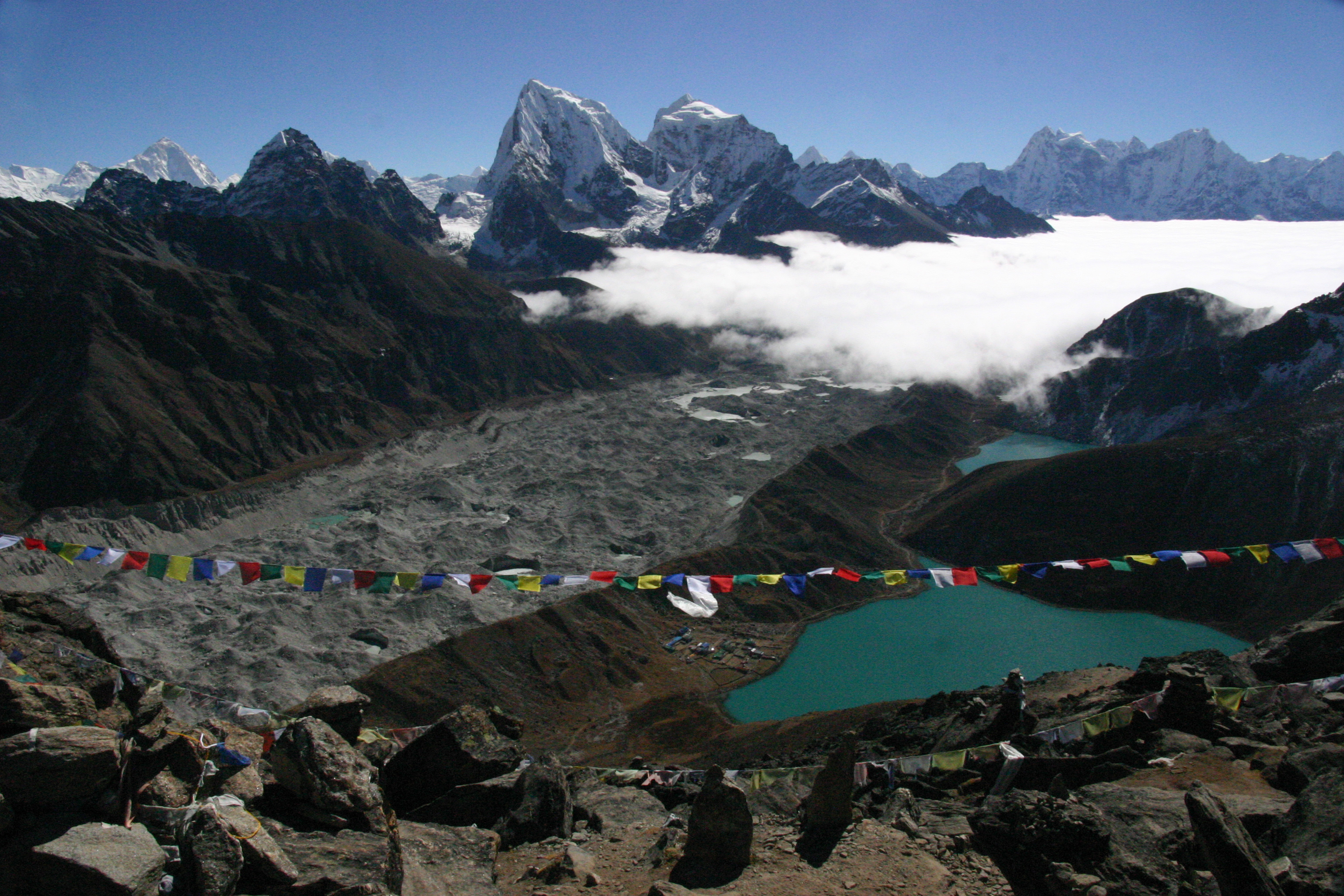
Secondo e terzo laghi
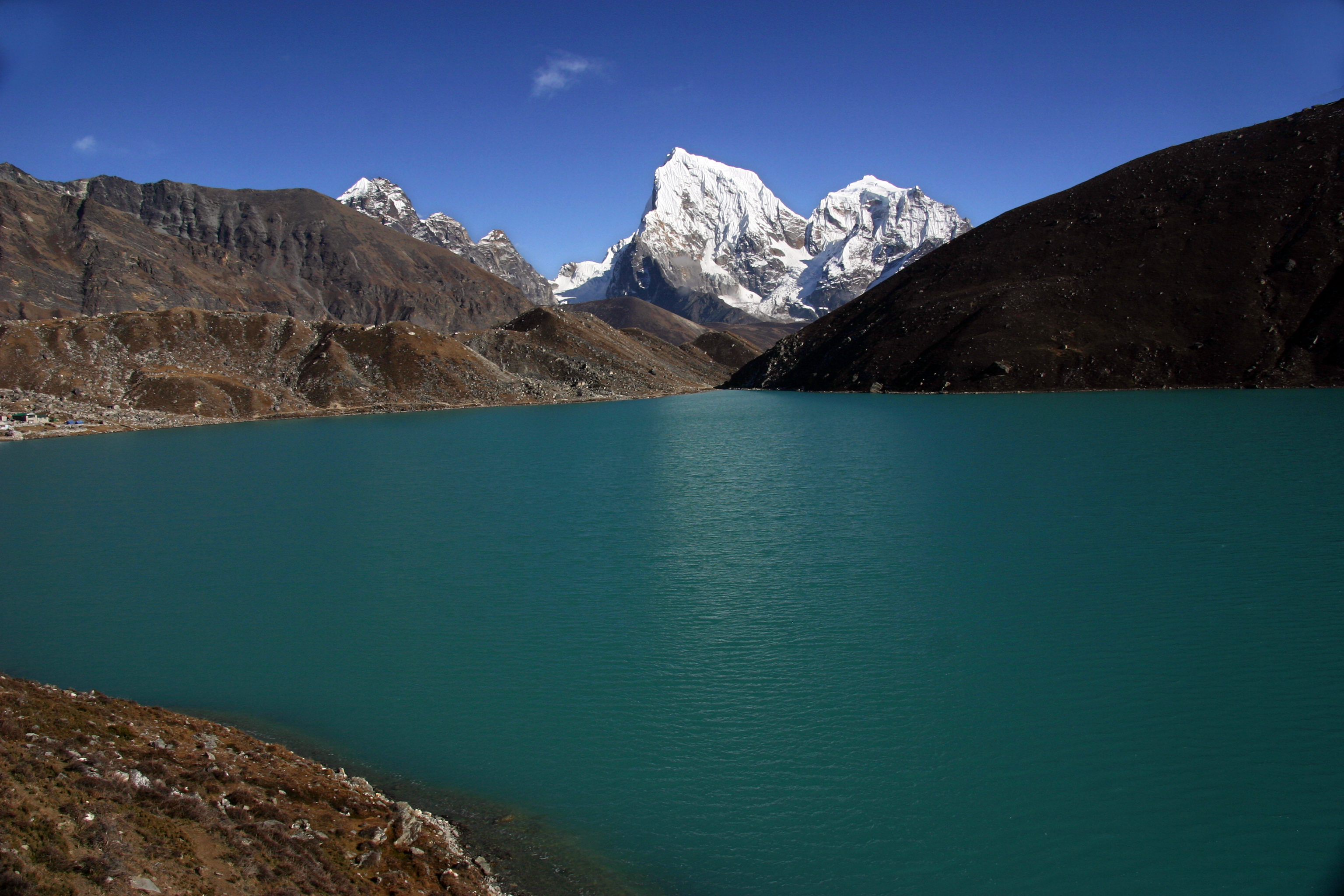
Terzo lago  (Lago Gokyo)
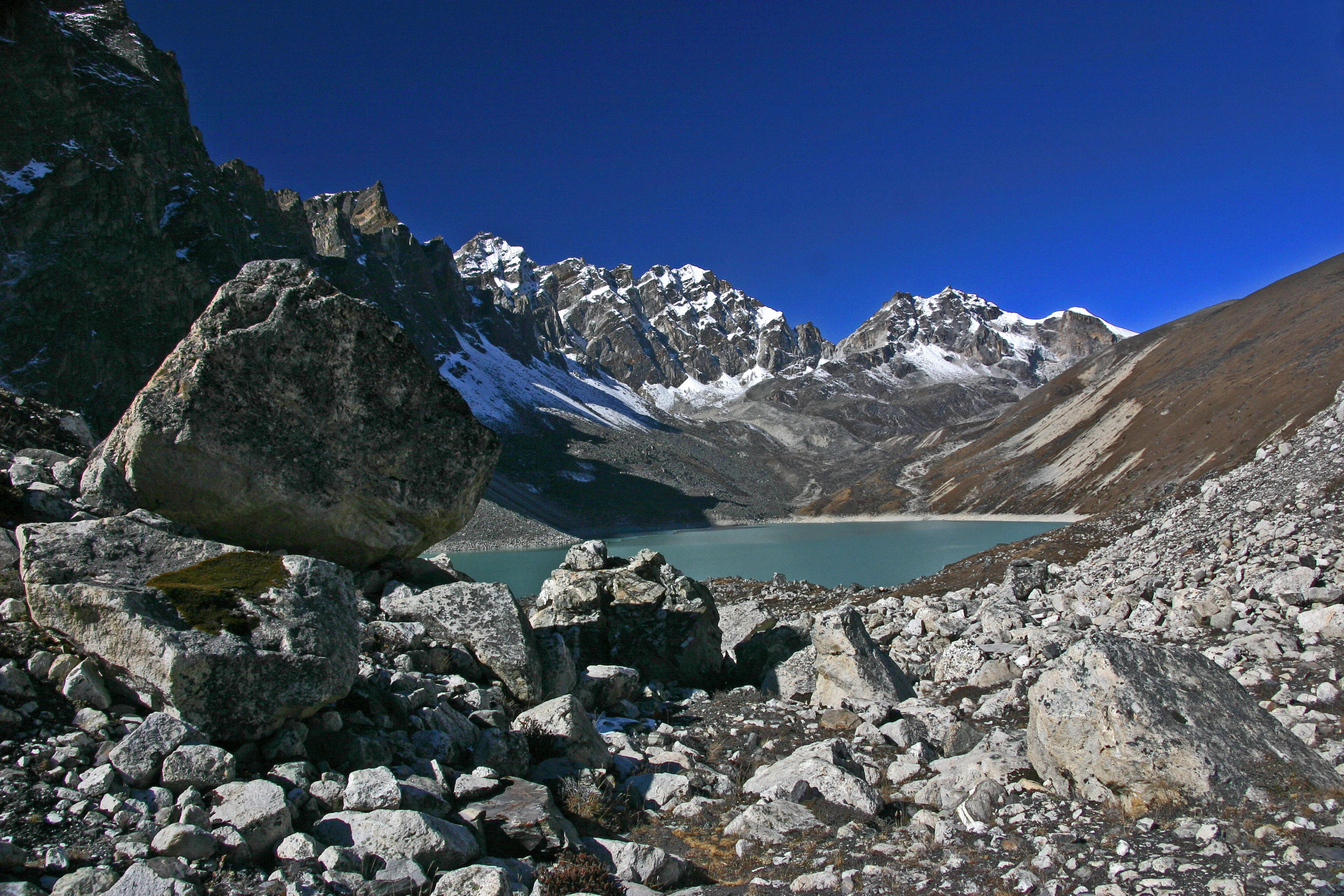
Quarto lago (Lago Thonak)
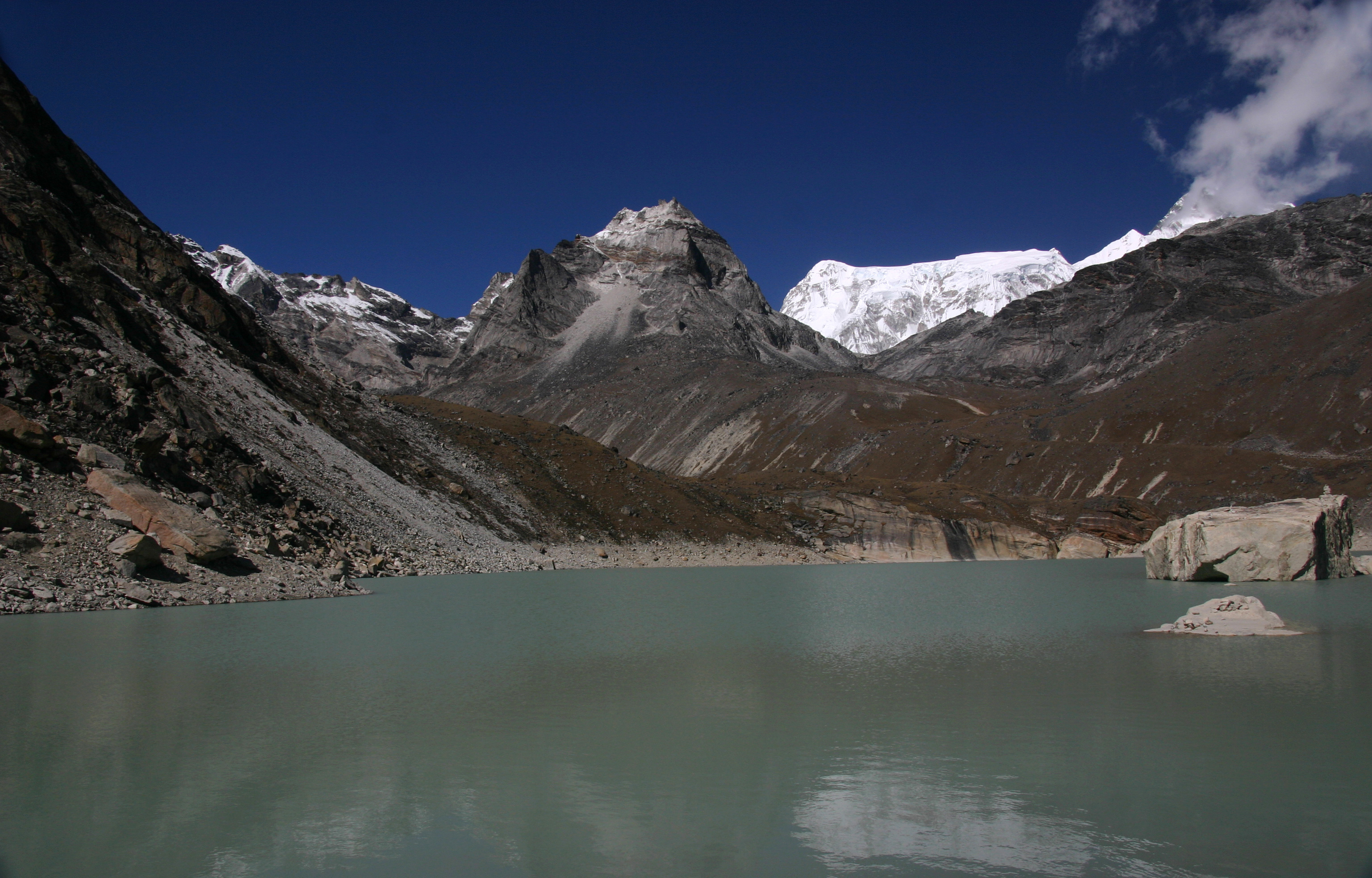
Quinto lago